# Cabildo

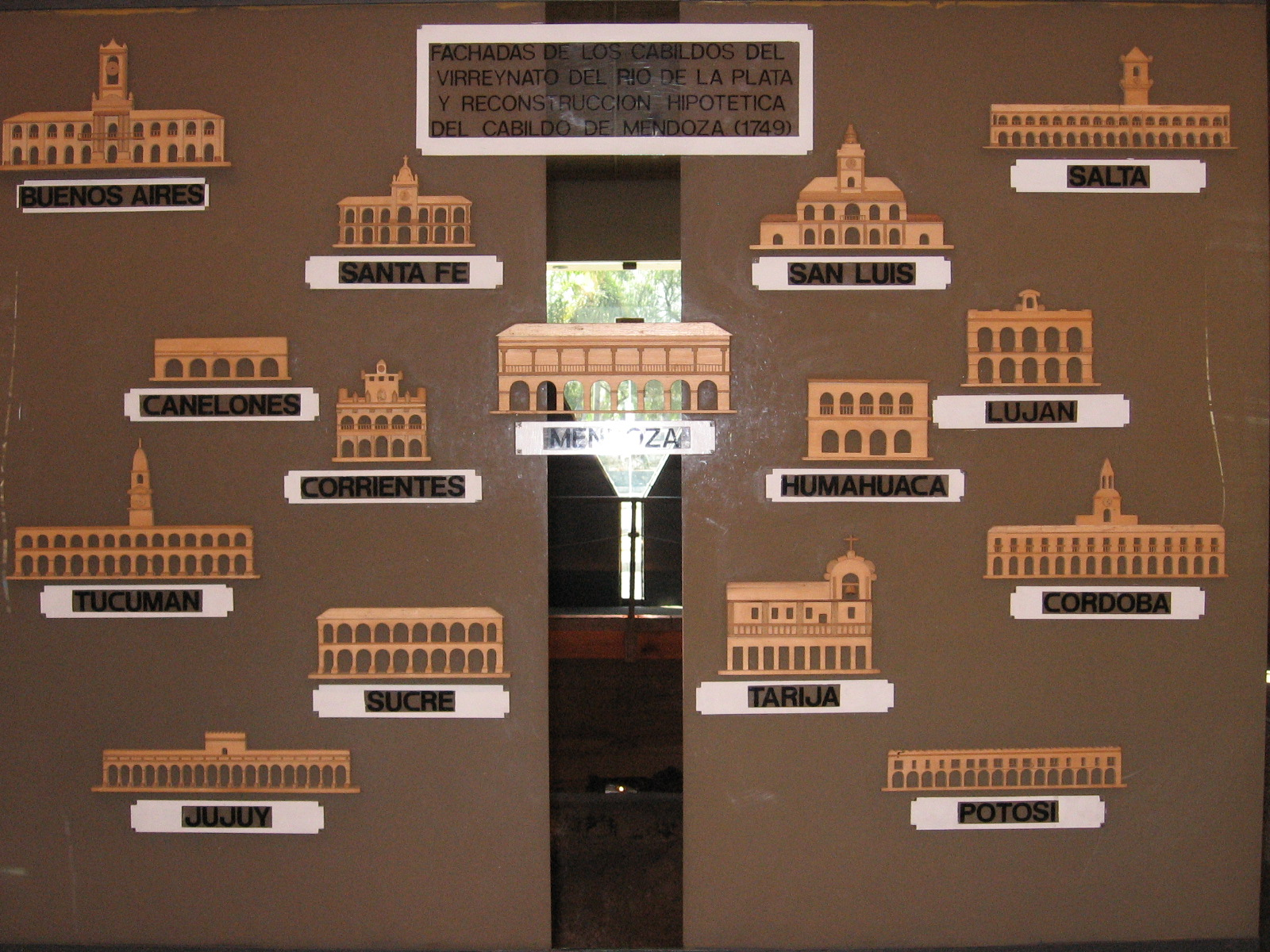
Formen der Cabildos des Vizekönigreichs Río de la Plata

Dieser Artikel befasst sich speziell mit den ehemaligen Gesetzgebungs-, Verwaltungs- und Rechtsprechungsorganen der Städte in Spanien und Lateinamerika. Gesonderte Artikel gibt es für die Inselverwaltungen auf den Kanarischen Inseln Cabildo Insular und die religiös-kulturellen Vereinigungen der aus Afrika stammenden Bevölkerung Lateinamerikas Cabildo de nación.
Cabildos waren in Spanien und im von Spanien beherrschten Amerika Organe der örtlichen Selbstverwaltung. In Lateinamerika bestanden getrennte Cabildos für Spanier und deren Nachkommen (Criollos) einerseits sowie für die indigene Bevölkerung andererseits.

## Entstehung der Cabildos
Die ersten Cabildos in Spanien sind aus dem mittelalterlichen Spanien bekannt. Es handelte sich dabei um allgemeine Bürgerversammlungen (Cabildo abierto). Mit zunehmender Größe der Ortschaften wurden die Entscheidungen auf Repräsentanten der Bürger übertragen. Das Stadtregiment der größeren Städte Kastiliens wurde im Spätmittelalter durch die Cabildos (Ratsversammlungen) bestimmt, die zu Anfang jährlich von den Bürgern gewählt wurden. In den Cabildos spielte bald die örtliche Oberschicht eine dominierende Rolle. Um die Räte zu kontrollieren, setzte die Krone königliche Beauftragte – die Corregidores – ein, die diesen Räten vorstanden und bei allen Entscheidungen ein Vetorecht hatten. Dieses Modell wurde auf die in Lateinamerika gegründeten Städte übertragen.
In Lateinamerika gab es zwei Arten von Cabildos: Die Cabildos de Españoles in den neu gegründeten spanischen Städten und die Cabildos de Indios bei deren Gebiet es sich nicht unbedingt um geschlossene Siedlungen handeln musste, sondern sich auch über größere ländliche Gebiete erstreckten und die teilweise auch die Indianerviertel spanischer Städte umfassten.

## Aufgaben der Cabildos
Die Cabildos nahmen Aufgaben sowohl im Bereich der Legislative, der Exekutive und der Judikative auf örtlicher Ebene war. Eine Trennung zwischen Legislative, Exekutive und Judikative war zu dieser Zeit nicht üblich.
Zu den Aufgabengebieten der Cabildos gehörten die Trinkwasserversorgung, die Lebensmittelversorgung, der Straßen- und Wegebau, Maßnahmen zur Erhaltung von Gesundheit und Hygiene, die Kontrolle von Maßen und Gewichten, die Verwaltung der Einnahmen, der Einzug der örtlichen Steuern und Gebühren, die öffentliche Sicherheit, die Verfolgung von Straftaten und die Justizverwaltung, das Gefängniswesen, die Gerichte in einfachen Fällen und Gerichte zweiter Instanz,  teilweise auch die Territorialverteidigung (Aufstellung und Unterhalt von Milizen, Anlage und Unterhalt von Befestigungsanlagen), die Vertretung der Interessen der Städte auf höheren Entscheidungsebenen (einige Cabildos in Spanien waren in den Cortes vertreten).
Zur Finanzierung dieser Aufgaben verfügten die Städte über Einnahmen aus Gemeindebesitz (verpachtete Grundstücke und Immobilien) und von der Gemeinde erhobene Konsumsteuern. Diese Einnahmen reichten aber häufig nicht aus, um die Kosten zu decken.

## Zusammensetzung der Cabildos
Bei der Zusammensetzung muss zwischen dem Cabildo abierto – der Bürgerversammlung – an der alle Bürger teilnehmen konnten und dem Cabildo cerrado oder Cabildo ordinario – der geschlossenen oder normalen Ratsversammlung – unterschieden werden, an der nur die gewählte bzw. ernannte Vertreter der Stadt und die Amtsträger teilnahmen.
Der Cabildo im engeren Sinn bestand aus den Regidores und den Alcaldes. Den Vorsitz führte der Corregidor. Dem Cabildo im weiteren Sinn gehörten auch die Funktionsträger der örtlichen Verwaltung an.
Die Art, wie die Mitglieder der Cabildos vorgeschlagen, gewählt oder ernannt wurden, war sehr unterschiedlich. Das Verfahren hing meist von der Stärke der Bürgerschaft, des Patriziates oder der Krongewalt ab. Anfänglich wurden die städtischen Funktionsträger jedes Jahr am 1. Januar von den Bürgern der Stadt gewählt. Die Ausgestaltung der Ämter unterschied sich in einzelnen Orten. Ihre Anzahl hing weitgehend von dem Entwicklungsstand der städtischen Organisation ab und konnte unterschiedlich hoch sein.

### Vecino
Als Vecinos (Bürger) galten alle männlichen Spanier und ihre legalen männlichen Abkommen, die in der Stadt wohnten, wenn sie städtischen Grundbesitz hatten und in die Bürgerschaftslisten eingetragen waren. Teilweise wurde darüber hinaus weiterer Besitz gefordert um die Stellung eines Vecinos zu haben. Sie konnten an den Cabildos abiertos teilnehmen. Sie hatten, wenn Ämter durch allgemeine Wahlen besetzt wurden, das aktive Wahlrecht. Nur sie konnten die städtischen Funktionsstellen besetzen. Eine Ausnahme war der Corregidor, der nicht Vecino sein und möglichst auch keine verwandtschaftlichen Verhältnisse zu den Vecinos haben oder knüpfen sollte.

### Corregidor
Der Vorsitzende des Cabildos war üblicherweise der Corregidor.
Die Corregidores in Lateinamerika wurden vom Indienrat vorgeschlagen und dann vom König auf fünf Jahre ernannt. Wenn sie keine juristische Ausbildung besaßen, weil sie aufgrund ihrer militärischen Verdienste in das Amt berufen wurden, mussten sie einen juristischen Berater (teniente letrado) zur Seite haben. Der Corregidor war der Repräsentant der königlichen Autorität in der Stadt. Er war in der Versammlung nicht stimmberechtigt. Er entschied aber bei Stimmengleichheit und hatte ein Vetorecht. Er war Richter in zweiter Instanz.

### Alcalde Ordinario
Zu Beginn eines jeden Jahres wählten entweder die Bürger der Ortschaft oder der Cabildo meist zwei Alcaldes Ordinarios (Stadtrichter), die zwar Bürger der Stadt, nicht aber Mitglied des Magistrats sein mussten. Sie waren Richter in erster Instanz sowohl in strafrechtlichen als auch zivilrechtlichen Angelegenheiten. In großen Ortschaften wurden auch mehr Richter gewählt und zwischen Zivil- und Strafgerichtsbarkeit unterschieden. Der dienstälteste Alcalde vertrat den Corregidor wenn der Posten nicht besetzt war.
Das Amt eines Alcalden war nicht käuflich oder vererblich.

### Regidor
Die Regidores (Stadträte) wurden entweder von den Vecinos gewählt oder von den Gouverneuren vorgeschlagen und von der Krone eingesetzt. Die Regidores erhielten in einigen Städten eine geringe Aufwandsentschädigung. Seit der Regierung des Königs Philipp II. wurden diese Ämter an gut beleumundete Bewohner der Städte auf Lebenszeit verkauft (Regidor perpetuo) und in der Familie vererbt. Die Regidores besetzten häufig die städtischen Ämter oder Funktionsstellen. Die Zahl der Regidores richtete sich nach der Größe der Ortschaften. Kleinere Ortschaften mit eingeschränkten Stadtrechten – die Villas – hatten meist sechs Regidores die größeren – die Ciudades – zwölf Regidores. Die Hauptstädte der Vizekönigreiche wie z. B. Lima hatten teilweise noch mehr Regidores.

### Alférez Real
Der Alférez Real (Königlicher Bannerträger) war üblicherweise mit Sitz und Stimme im Cabildo vertreten. Bei öffentlichen Anlässen trug er die königliche Fahne. Er hatte die Befehlsgewalt über die Miliztruppen des Cabildos. Das Amt, das einen hohen Prestigewert hatte, wurde meist innerhalb einer Familie vererbt.

### Alguacil Mayor
Der Alguacil Mayor (Polizeichef) übte die örtliche Polizeigewalt aus. Er konnte Personen festnehmen und hatte die Aufsicht über die städtischen Gefängnisse. Er war berechtigt Teile seiner Kompetenzen an andere Personen zu delegieren. Er durfte bewaffnet im Cabildo erscheinen. Das Amt wurde häufig innerhalb einer Familie vererbt.

### Alcalde de Hermandad
In Kastilien war der Alcalde de Hermandad als Gendarmeriechef für die Sicherheit in den zur Stadt gehörenden ländlichen Gebieten verantwortlich.

### Mayordomo
Der Mayordomo war verantwortlich für die Verwaltung des Eigentums der Stadt, die Einkünfte aus der Verpachtung städtischen Grund- und Immobilienbesitzes (Propios) und die von der Krone jeder Stadt gesondert bewilligten Konsumsteuern (Arbitrios). Der Mayordomo war der Leiter des Rechnungswesens. Ohne seine Unterschrift wurden keinerlei Zahlungen der Stadt getätigt.

### Fiel Ejecutor
Das Amt des Fiel Ejecutor (Wirtschaftsdezernent) besaß eine besondere Bedeutung für die Wirtschaft der Stadt. Er übte die städtische Wirtschaftsgerichtsbarkeit aus; er inspizierte die Märkte; er kontrollierte die Maße und Gewichte. Sein Aufgabenbereich umfasste auch die Versorgung der ärmeren Bevölkerungsschichten mit preiswerten Grundnahrungsmitteln, vor allem Getreide und Fleisch. Zur Erntezeit wurde Getreide auf Rechnung der Gemeinde gekauft bzw. als Bezahlung für die Pacht der Grundstücke der Stadt eingenommen und in einen öffentlichen Getreidespeicher, Pósito oder Alhóndiga genannt, gelagert. Es wurde dann zum Selbstkostenpreis an die Bevölkerung verkauft.

### Depositario General
Der Depositario General verwaltete rechtlich umstrittener Besitzungen. Dieses Amt, das es nicht in allen Ortschaften gab, ging häufig vom Vater auf den Sohn über. Der Depositario General hatte das Recht zur Delegation seiner Befugnisse.

### Procurador General
Der Procurador General war der Justiziar des Cabildos. Die Städte mit Sitz in den Cortes wurden von ihren Procuradores Generales in dieser Institution vertreten. Die Procuradores Generales galten auch als Vertreter des Allgemeinwohls in den Cabildos. König Karl I. verlangte 1528 noch, dass die Inhaber dieser Funktion von allen Bürgern der Stadt gewählt werden sollten. König Philipp IV. erlaubte 1623 die Wahl durch die Regidores.

### Escribano de Cabildo
Der Escribano de Cabildo war der Stadtschreiber und Notar des Cabildos. Er berief die Sitzungen des Cabildos ein und führte Protokoll. Er leitete das Stadtarchiv, in dem die Beschlüsse und Entscheidungen des Cabildos festgehalten wurden.

## Besonderheiten der Cabildos de Indios
Die Ortschaften und Siedlungsgebiete der indigenen Bevölkerung in Lateinamerika wurden grundsätzlich nach dem gleichen System verwaltet wie die von Spaniern bewohnten Städte. Die in den spanischen Siedlungen in getrennten Wohnvierteln angesiedelten Einheimischen unterstanden nicht dem Cabildo, der für die Spanier existierte. Bei den von der indianischen Bevölkerung bewohnten Gebieten handelte es sich häufig um nicht zusammenhängende Siedlungen. Mehrere oft verstreut liegende Ortschaften wurden daher zu einem Munizipaldistrikt zusammengefasst. Wobei in der Regel die bedeutendste Ansiedlung als Sitz der Kommunalverwaltung gewählt wurde. Bei der Besetzung der Ämter durch die Kolonialherren, nahmen diese in der ersten Zeit auf die vorspanische Sozialstruktur Rücksicht. Die Mitglieder der Cabildos waren daher anfangs meist mit Angehörigen des angestammten indianischen Adels besetzt. Später wählten Vertreter der indianischen Führungsschicht jährlich die Regidores und Alcaldes, dabei wechselten sich Vertreter aus den einzelnen Orten ab. Vorsitzender der Cabildos de Indios war ein spanischer Corregidor de Indios oder ein spanischer Stellvertreter (Teniente de Corregidor). Dieser führte auch die Aufsicht über die öffentlichen Angelegenheiten der Gemeinden. Die Cabildos de Indios waren unter anderem verantwortlich für die Auswahl der Arbeitskräfte, die im Rahmen des Arbeitszwangs zu stellen waren. Die Cabildos finanzierten ihre Ausgaben über die Erträge des Gemeindelandes, das von den Einwohnern gemeinsam bebaut werden musste. Das Grundprinzip der spanischen Bürokratie und Rechtsprechung wurde in vielen Gemeinden den örtlichen Traditionen der indigenen Bevölkerung angepasst. Ein großer Teil der Akten der Gemeinden wurde in der jeweiligen Indianersprache geführt.